# ۹۷۰ (قمری)
۹۷۰ (قمری)، نهصد و هفتادمین سال در گاهشماری هجری قمری است. اول محرم این سال برابر با دهم سپتامبر سال ۱۵۶۲ میلادی است.